# محطة قطار براندون
محطة سكة حديد براندون (بالإنجليزية: Brandon railway station)‏‏ هي محطة قطار في المملكة المتحدة، تُشغلها قطارات إيست ميدلاند. افتُتحت هذه المحطة في 30 يوليو 1845، ويبلغ عدد مسارات أرصفتها 2.